# Gérygone mélanésienne
Gerygone flavolateralis
Espèce
Statut de conservation UICN

 LC  : Préoccupation mineure

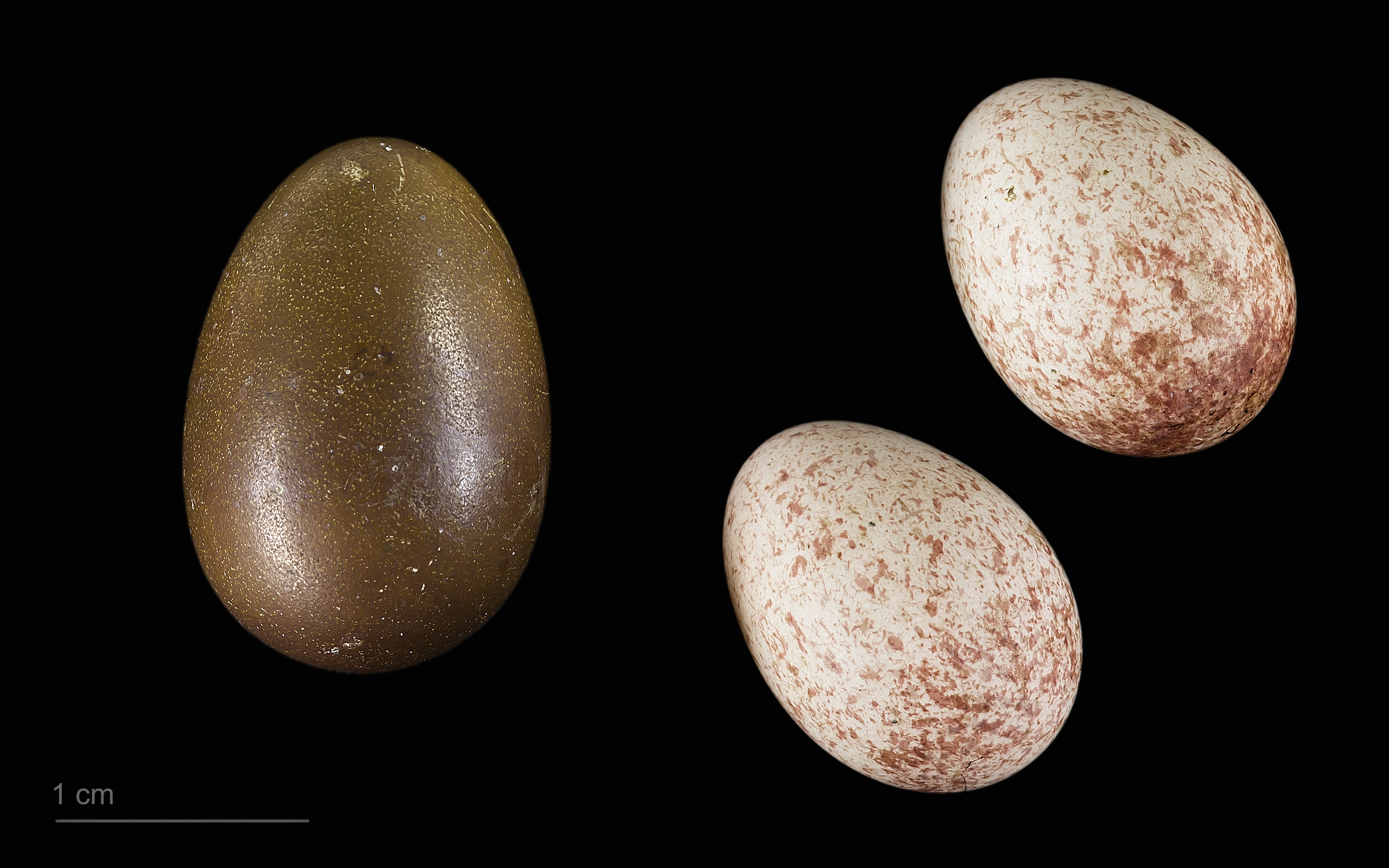
Œuf de Chrysococcyx lucidus dans un nid de Gerygone flavolateralis - Muséum de Toulouse

La Gérygone mélanésienne (Gerygone flavolateralis) est une espèce de passereaux de  la famille des Acanthizidae.

## Répartition et sous-espèces
Selon la classification de référence du Congrès ornithologique international (15.1, 2025) elle se répartit en quatre sous-espèces :
- Gerygone flavolateralis flavolateralis (Gray GR, 1859) — Grande Terre et Maré ;
- Gerygone flavolateralis lifuensis (Sarasin, 1913) — Lifou ;
- Gerygone flavolateralis rouxi (Sarasin, 1913) — Ouvéa ;
- Gerygone flavolateralis correiae Mayr, 1931 — Vanuatu.